# LG G Watch
Die LG G Watch ist die erste Smartwatch von LG und läuft unter dem Betriebssystem Android Wear. Das staub- und wasserfeste Modell verfügt über einen quadratischen Bildschirm mit einer Diagonale von 1,65 Zoll und einer Auflösung von 280 × 280 Pixel. Die Uhr misst 38 × 47 × 10 mm bei einer Masse von 63 Gramm. Außerdem ist die G Watch mit einem Snapdragon 400 Prozessor mit 1,2 GHz, 512 MB RAM und 4 GB Speicher ausgestattet. Die Akkukapazität beträgt 400 mAh. Das Gerät konnte für 199 Euro im Google Play Store gekauft werden.

## Verfügbarkeit

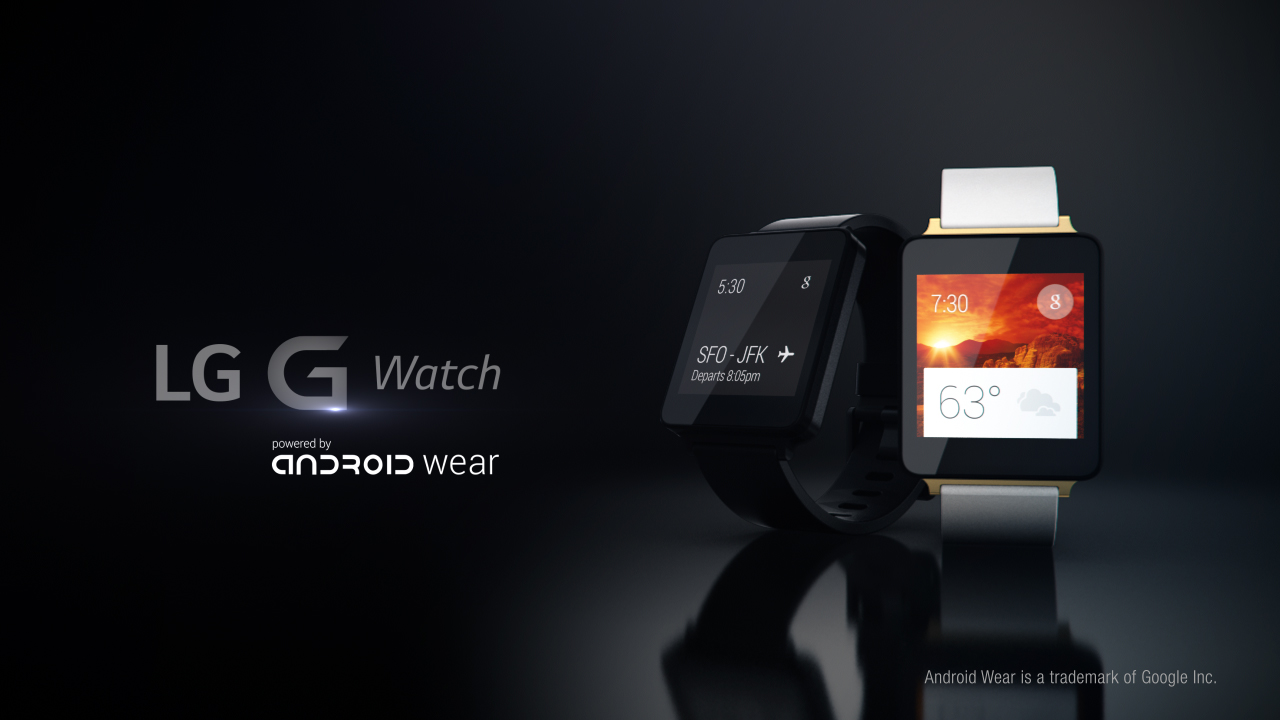
Offizielles Promotionbild

Die LG G Watch wurde zusammen mit der Samsung Gear Live auf der Entwicklerkonferenz Google I/O im Juni 2014 vorgestellt. Danach war sie vorerst nur in den USA und in Kanada verfügbar. Dort zahlte man 199 US-Dollar über den Google Play Store. Im Juli kamen dann noch weitere Länder wie Australien, Frankreich, Deutschland, Indien, Irland, Italien, Japan, Südkorea und Spanien dazu. In Deutschland wurde sie im Google Play Store für 199 Euro angeboten.

## Bedienung
Besonders an der G Watch ist, dass das Display immer an bleibt und nur nach einer gewissen Zeit an Inaktivität gedimmt wird.